# Budynek Stacji Pomp Wodociągu Miejskiego w Radomiu
Budynek Stacji Pomp Wodociągu Miejskiego – zabytkowy budynek znajdujący się w Radomiu przy ulicy 25 Czerwca 70.

## Historia
Modernistyczny budynek powstał w latach 1926–1928 jako część systemu wodociągów miejskich, wybudowanych w latach 20. XX wieku w oparciu o projekt Williama H. Lindleya z 1912 roku. Obok wieży ciśnień był jednym z dwóch charakterystycznych obiektów sieci wodociągowej, zbudowanych według projektu warszawskiego architekta Feliksa Michalskiego, autora m.in. projektu odbudowy Radzymina po zniszczeniach wojennych. Budynek wciąż pełni swoją pierwotną funkcję.

## Architektura
Budynek jest pierwszym obiektem w Radomiu wybudowanym w stylistyce modernistycznej. Na elewacji frontowej umieszczono napis:
STACJA POMP

WODOCIĄGU MIEYSKIEGO

Zachował się pierwotny układ wnętrz i ich wyposażenie – w sali filtrów posadzka, spiralne schody i suwnica, a w części biurowej klatka schodowa.